# کاسه گل (سرده)
کاسه گل (نام علمی: Otostegia) نام یک سرده از تیره نعناعیان است.

### گیاه کاسه گل و خواص آن
کاسه گل که در فارسی با نام «شکر شفا» نیز شناخته می‌شود، گیاهی بومی مناطق کوهستانی و خشک ایران و هم‌جوار است. این گیاه متعلق به خانواده نعناع‌سانان (Lamiaceae) است و در دامنه‌های سنگی و مناطق با اقلیم خشک و نیمه‌خشک یافت می‌شود.

#### ویژگی‌های گیاه کاسه گل
1. ریخت‌شناسی:
  - شکل ظاهری: گیاهی بوته‌ای و چندساله با برگ‌های کوچک و سبز.
  - گل‌ها: گل‌های این گیاه معمولاً به رنگ بنفش یا صورتی و صورتی روشن هستند.
  - ارتفاع: این گیاه به طور متوسط ارتفاعی بین 30 تا 60 سانتیمتر دارد.
2. زیستگاه:
  - اقلیم: در مناطقی با اقلیم خشک و نیمه‌خشک رشد می‌کند و به خوبی با شرایط کم‌آبی سازگار است.
  - پراکندگی جغرافیایی: بیشتر در نواحی کوهستانی و دامنه‌های سنگی ایران و مناطق مجاور یافت می‌شود.

#### خواص دارویی و استفاده‌های سنتی
گیاه کاسه گل دارای خواص دارویی متعددی است که در طب سنتی ایرانی و محلی مورد استفاده قرار می‌گیرد:
1. خواص ضدالتهابی:
  - این گیاه دارای ترکیبات ضدالتهابی است که برای درمان التهاب‌های پوستی و داخلی مفید است.
2. خواص ضدباکتریایی:
  - اثرات ضدباکتریایی کاسه گل باعث شده تا در درمان عفونت‌ها، به خصوص عفونت‌های دستگاه ادراری، مورد استفاده قرار گیرد.
3. خواص آنتی‌اکسیدانی:
  - حاوی ترکیبات آنتی‌اکسیدانی است که به تقویت سیستم ایمنی بدن و مقابله با رادیکال‌های آزاد کمک می‌کند.
4. استفاده در طب سنتی:
  - در طب سنتی برای درمان مشکلات گوارشی، التهابات و عفونت‌ها استفاده می‌شود. همچنین به عنوان یک تسکین‌دهنده درد نیز مورد استفاده قرار می‌گیرد.

#### نحوه استفاده و تهیه جوشانده
برای تهیه جوشانده گیاه کاسه گل که در طب سنتی بسیار مورد توجه است:
1. مقدار مصرف: معمولاً یک قاشق چای‌خوری از برگ‌های خشک شده گیاه در یک فنجان آب.
2. روش تهیه: برگ‌ها را به آب در حال جوش اضافه کرده و بگذارید حدود 10-15 دقیقه بماند. سپس آن را صاف کرده و مصرف کنید.

اگرچه توصیف دقیق طعم گیاه کاسه گل ممکن است بسته به نوع خاص گیاه و محل رشد آن متفاوت باشد، اما در کل می‌توان انتظار داشت که طعمی تلخ و گیاهی داشته باشد.

#### ملاحظات و هشدارها
- دوز مصرف: مصرف بیش از حد ممکن است عوارض جانبی داشته باشد. بنابراین، مقدار مصرف مناسب و ایمن باید مشخص شود.
- تداخلات دارویی: ممکن است با داروهایی که مصرف می‌کنید تداخل داشته باشد، لذا بهتر است با پزشک مشورت کنید.
- حساسیت‌ها: برخی افراد ممکن است به این گیاه حساسیت داشته باشند.

#### نتیجه‌گیری
گیاه کاسه گل با خواص دارویی متعدد خود می‌تواند به عنوان یک درمان طبیعی در طب سنتی مورد استفاده قرار گیرد. با این حال، مصرف آن باید تحت نظارت و مشورت با متخصصین انجام شود تا از بروز عوارض جانبی جلوگیری شود.